# Ca la Massona (Valls)
|  | Per a altres significats, vegeu «Ca la Massona». |

Ca la Massona o Casa Massó-Codina és un habitatge eclèctic a la ciutat de Valls (Alt Camp) protegit com a bé cultural d'interès local. La casa, construïda l'any 1914, va ser propietat de Maria Codina, filantropa vallenca, les inicials de la qual apareixen a la porta principal. L'edifici va ser objecte d'una reforma total el juny del 1979.
Edifici d'habitatges en cantonada format per planta baixa, dos pisos i una torratxa que s'eleva en l'angle dret arrodonit de la façana principal, aquesta façana dona al passeig dels Caputxins i presenta, com a element important, una tribuna sostinguda per tres cartel·les, ornamentada amb decoració vegetal i un alt relleu amb figura femenina de gust modernista. La tribuna acaba en una terrassa amb balcó d'obra i ferro. Damunt el segon pis, un fris amb motius vegetals recorre tot l'edifici. L'acabament es complementa amb una barana de ferro separada per pilars amb escuts. S'han utilitzat elements clàssics i academicistes incorporats al criteri bàsicament modernista de l'època, tot i que es veu una intenció de racionalització dels elements.